# Museu Valencià de la Mel
El Museu Valencià de la Mel, també conegut com MUVAMEL, és un museu que es troba a Montroi, a la Ribera Alta.
L'any 2017 entrà a formar part de la Xarxa de Museus Etnològics Locals, coordinada pel Museu Valencià d'Etnologia.

## Història i context
Aquest museu va ser fundat per iniciativa municipal el 2013. Està dedicat a l'apicultura, tant a les abelles com als apicultors, als processos i als productes, des d'un plantejament pedagògic.
Un de cada tres veïns de Montroi participa, directament o indirectament, de l'apicultura: recol·lecció, producció i comercialització de mel, cultiu d'eixams, fabricació de ruscs i estris, envasament de productes derivats de les abelles. Per aquest motiu el museu el museu va ser establert a Montroi.

## Seu
El museu està situat al carrer de la Pau 35; a la planta baixa de l'Edifici Multiusos de l'Ajuntament de Montroi. Ocupa 358,07 m² de l'edifici.

## Continguts
S'hi troba una exposició permanent on s'expliquen els antecedents de l'apicultura moderna, la morfologia de les abelles, la seua taxonomia i comportament, i la seua forma de comunicció. El museu disposa de sala d’audiovisuals, tallers, exposicions temporals sobre insectes i una tenda de productes apícoles.